# Álula

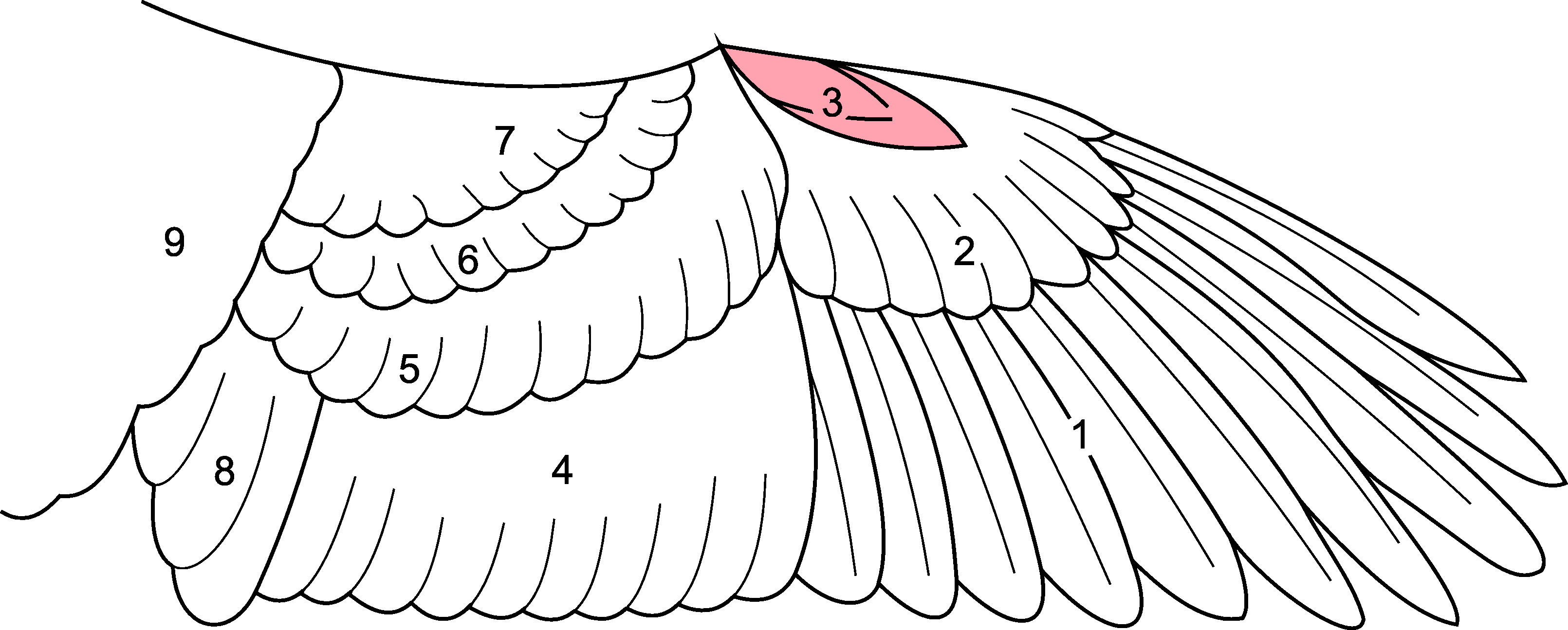
Estructura de la álula.

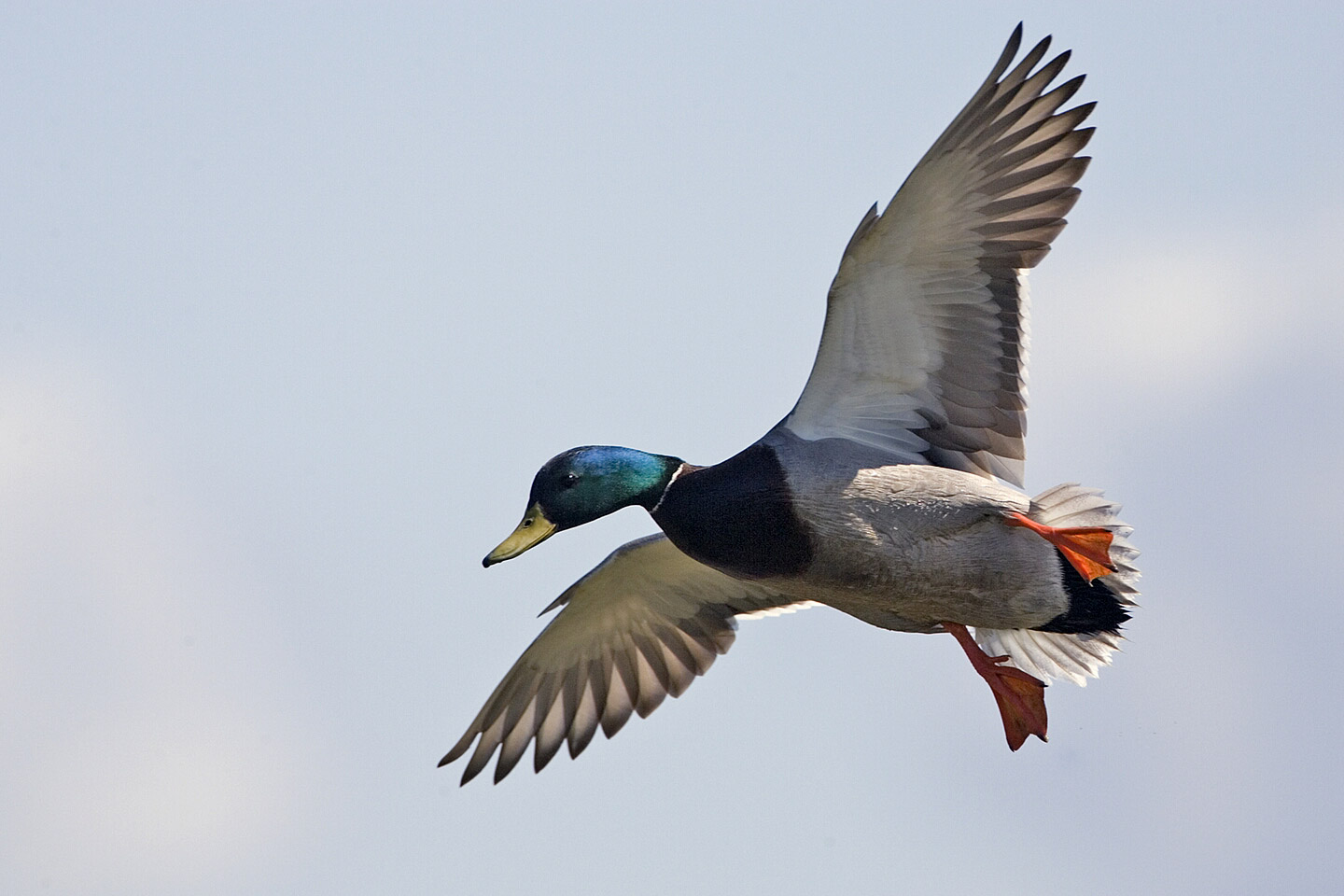
Pato aterrizando. Se puede observar claramente la álula.

El álula  (también llamada "ala bastarda") es un grupo de entre tres a cinco plumas, correspondiente al conjunto de los huesos de los dedos atrofiados que forman parte de los restos de la mano, en el ala de las aves. Se tenía dudas si el dedo que corresponde al alula es el pulgar o el índice. Esta estructura la tienen casi todos los grupos de aves, a excepción de los colibríes (Trochilidae), en la parte delantera o borde de ataque de sus alas y se despliega en las maniobras que requieren vuelo a baja velocidad, como aterrizajes y despegues, a modo de dispositivo hipersustentador (genera un vórtice en el flujo de aire que al acelerar este ayuda a mantener el flujo en contacto con la superficie de las alas). 
Este elemento sirvió de inspiración para el desarrollo del denominado diente de perro o slats, dispositivo que permite aumentar la sustentación de aeronaves a elevados ángulos de ataque. Según investigaciones de la E.T.S.I.A., resulta que el despliegue se puede producir debido a fuerzas aerodinámicas de una forma involuntaria. Esta estructura está dotada también de musculatura, por lo que a su vez, posee movimiento controlado por el ave. 